# 교호소송
교호소송(交互訴訟) 혹은 교차청구 혹은 횡소란 미국민사소송법상 제도로 소송의 공동소송인(공동피고 혹은 공동원고) 소송과 관련된 법적 문제로 상대방이 아닌 상호간에 소송을 제기하는 경우를 말한다. 한국 민사소송법에는 이 제도가 없고 소의 주관적 혹은 추가적 병합의 형태가 가장 유사하다.

## 참조문헌
- 김정환, 미국의 복합소송제도와 그 도입가능성 : interpleader, impleader, cross-claim을 중심으로
- 손한기, 미국연방민사소송에 있어서의 반소와 횡소 (cross claim) 에 관한 연구
- 뉴저지주 법원-특별민사 법원 안내 보관됨 2015-01-04 - 웨이백 머신
- 서철원, 미국 민사소송법, 법원사, 2005. ISBN 899151202X
- 이우영, 미국 연방민사절차 1, 경인문화사, 2007. ISBN 9788949905198

## 같이 보기
- 연방민사소송규칙
- 미국의 민사소송법
- 반소
- 경합권리자확정소송